# A.C.T
A.C.T és un grup suec de rock progressiu format el 1995 amb el nom de ‘Fairyland’, a Malmö. El grup ha tingut alguns canvis de components, i actualment el componen Herman Saming (veu), Ola Andersson (guitarra i veu), Peter Asp (baix i veu), Jerry Sahlin (teclat i veu) i Thomas Lejon (bateria).

## Història
Al principi eren Ola Andersson, Peter Asp, Jerry Sahlin, Tomas Erlandsson (bateria) i Jens Appelgren (veu). El grup es deia Fairyland i eren estudiants d'una escola de música de Malmö. Després de diferents canvis, van canviar el seu nom cap a A.C.T l'any 1995. El 1996 A.C.T va accedir a la final d'un concurs musical suec, tot i que no varen guanyar.
El 1997 A.C.T van enregistrar una nova demo i el grup va fer una gira extensa per la Suècia, enregistrant el seu primer disc, ‘Today’s Report’, el 1999. Després de treure el disc, A.C.T va fer una gira pels països escandinaus amb el grup de rock progressiu Saga.
El 2001 varen treure el segon disc, anomenat ‘Imaginary Friends'. Enregistrat tenint com a mànager en Graham Collins d'AAUK; posteriorment, varen fer una gira europea obrint pels Fish. El 2003 surt el tercer disc d'A.C.T, ‘Last Epic’, i el grup feu una gira amb el cantant de Genesis Ray Wilson.
El 2006 A.C.T signà amb el segell InsideOut i publicà al mercat el disc ‘Silence’. InsideOut ha publicat de nou els tres primers discs com a edicions especials, amb cançons extra i llibrets.

## Discografia
El grup ha publicat els següents discos d'estudi:
- Today's Report (1999)
- Imaginary Friends (2001)
- Last Epic (2003)
- Silence (2006)
- Circus Pandemonium (2014)

I el següent DVD en directe:
- Trifles and Pandemonium (2016)